# Route 555 (Nouveau-Brunswick)
Pour les articles homonymes, voir Route 555.
La route 555 est une route locale du Nouveau-Brunswick situé dans l'ouest de la province, à l'ouest de Woodstock. Elle traverse une région plutôt vallonneuse. De plus, elle mesure 12 kilomètres, et elle est pavée sur toute sa longueur.

## Tracé
La 555 débute 2 kilomètres au nord-est de la frontière entre le Canada et les États-Unis, à la hauteur du poste douanier de Houtlon (au Maine). Elle commence par se diriger vers l'est en étant parallèle à la route 95, située juste au nord. Elle traverse Richmond Corner et Campbelle Settlement. Elle se termine 7 kilomètres plus à l'est, sur la route 2, à l'ouest de Woodstock. 

## Histoire
Avant 1976, la 555 était numérotée route 5, et était le principal lien entre les États-Unis et la route 2. En 1976, la route 95 fut construite pour remplacer l'ex-route 5, qui est devenue la route 555. 

## Intersections principales
| route 555         |                  |    |                                                                         |                                                                       |
| Comté             | Location         | km | Intersection/Destinations                                               | Notes                                                                 |
| Comté de Carleton | Irish Settlement | 0  | R-95, vers I-95, Houlton (Me), Bangor (Me), Portland (Me), Boston (Ma)  | km 2 de la 95; extrémité ouest de la 555; seule intersection de la 95 |
| Comté de Carleton | Richmond Corner  | 5  | R-540, Lindsay, Canterbury                                              |                                                                       |
| Comté de Carleton | Woodstock        | 12 | R-2, R-103 nord, Woodstock centre, Grand Falls, Edmundston, Fredericton | sortie 188 de la 2; extrémité est de la 555                           |
| Bleu: Échangeur   |                  |    |                                                                         |                                                                       |